# Low Rider
Low Rider är det svenska punkbandet No Fun at Alls femte studioalbum, utgivet 2008 på bandets eget skivbolag Beat 'Em Down Records.
Från skivan utgavs låten "Reckless (I Don't Wanna)" som singel.

## Låtlista
1. "Mine My Mind"
2. "Never Ending Stream"
3. "Reckless (I Don't Wanna)"
4. "Anything Could Happen Here"
5. "Forevermore"
6. "It's Such a Good Thing"
7. "Man with the Powers"
8. "Sorry to Say"
9. "Such a Shame"
10. "Episodie 666"
11. "The Beautiful Sound"
12. "Wind-Up"
13. "Willingly Unknowing"
14. "There Must Be a Better Way"

## Mottagande
Low Rider har medelbetyget 2,8/5 på sajten Kritiker.se, som sammanställer bland annat skivrecensioner, baserat på åtta recensioner.

### Fotnoter
1. ↑  ”Low Rider”. Discogs.com. http://www.discogs.com/No-Fun-At-All-Low-Rider/release/2199131. Läst 31 mars 2012.
2. ↑  ”No Fun at All”. Discogs.com. http://www.discogs.com/artist/No+Fun+At+All. Läst 31 mars 2012.
3. ↑  ”Low Rider”. Kritiker.se. http://kritiker.se/skivor/no-fun-at-all/low-rider/. Läst 14 september 2012.